# Мостова
Мостова (на словашки: Mostová) е село в западна Словакия, Търнавски край. Населението му е 1591 души (по приблизителна оценка от декември 2017 г.).
Разположено е в Среднодунавската низина, на 6 km югозападно от Галанта и на 40 km източно от столицата Братислава. Селището се споменава за пръв път през 1245 година. До 1918 година и през 1938 – 1945 година е част от територията на Унгария.